# Свято Василь Петрович
Василь Петрович Свято (нар. 7 травня 1948, село Кормильча, нині Кам'янець-Подільський району, Хмельницької області) — український політик, науковець, народний депутат України II скликання, кандидат фізико-математичних наук. Батько співака Маркіяна Свята.

## Життєпис
Народився в сім'ї колгоспників; укр.; одружений; син (1973) і дочка (1983).
Закінчив Київський державний університет імені Тараса Шевченка у 1971 році за спеціальністю фізик-ядерник. Захистив кандидатську дисертацію на тему: «Дослідження ядерного збудження при анігіляції позитронів з електронами атома і бета-розпаду непарних ядер з Z 50» у 1985 році.
04.2002 — канд. в нар. деп. України, виб. окр. № 216, м. Київ, самовисування. За 0,35%, 21 з 24 прет. На час виборів: тимчасово не працював, б/п.
03.1998 — канд. в нар. деп. України, виб. окр. № 191, Хмельн. обл. З'яв. 85,7%, за 5,1%, 6 місце з 18 прет. На час виборів: нар. деп. України.
Народний депутат України з 04.1994 (2-й тур) до 04.1998, Чемеровецький виб. окр. № 416, Хмельн. обл., висун. виборцями. Заступник голови Комітету з питань ядерної політики та ядерної безпеки. Член депутатської групи «Незалежні». На час виборів: Ін-т ядерних досліджень НАНУ, відд. проблем атомної енергетики, н.п.
Від 1971 року — в Інституті ядерних досліджень АН УРСР (нині — Інститут ядерних досліджень НАН України).

## Джерело
- Довідка